# Alexander Sergejewitsch Puschkin

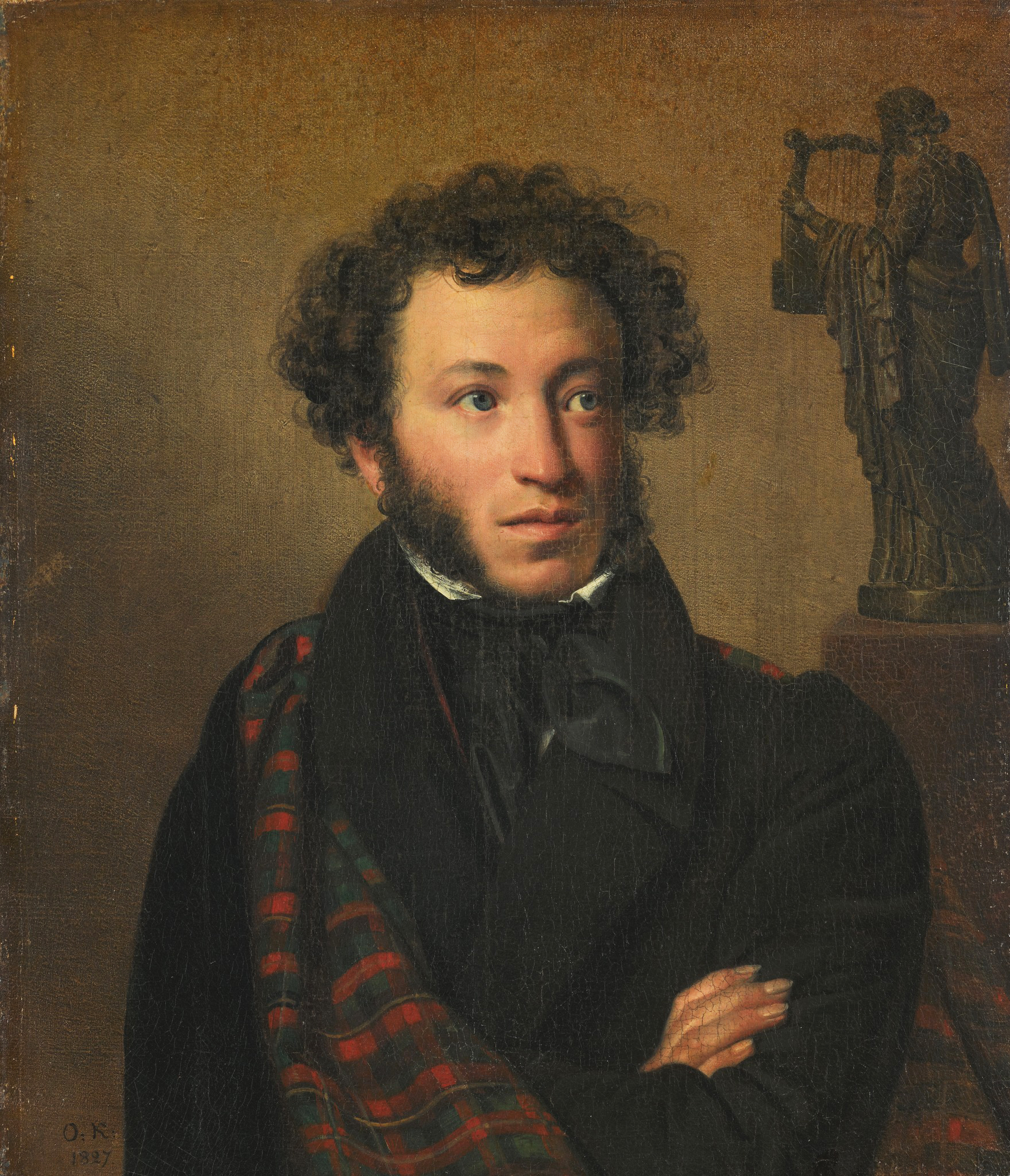
Alexander Puschkin, Gemälde von Orest Kiprenski (1827)

Alexander Sergejewitsch Puschkin (russisch Александр Серге́евич Пу́шкин Ausspracheⓘ, wiss. Transliteration Aleksandr Sergeevič Puškin; * 26. Maijul. / 6. Juni 1799greg. in Moskau; † 29. Januarjul. / 10. Februar 1837greg. in Sankt Petersburg) gilt als russischer Nationaldichter und Begründer der modernen russischen Literatur.

## Leben

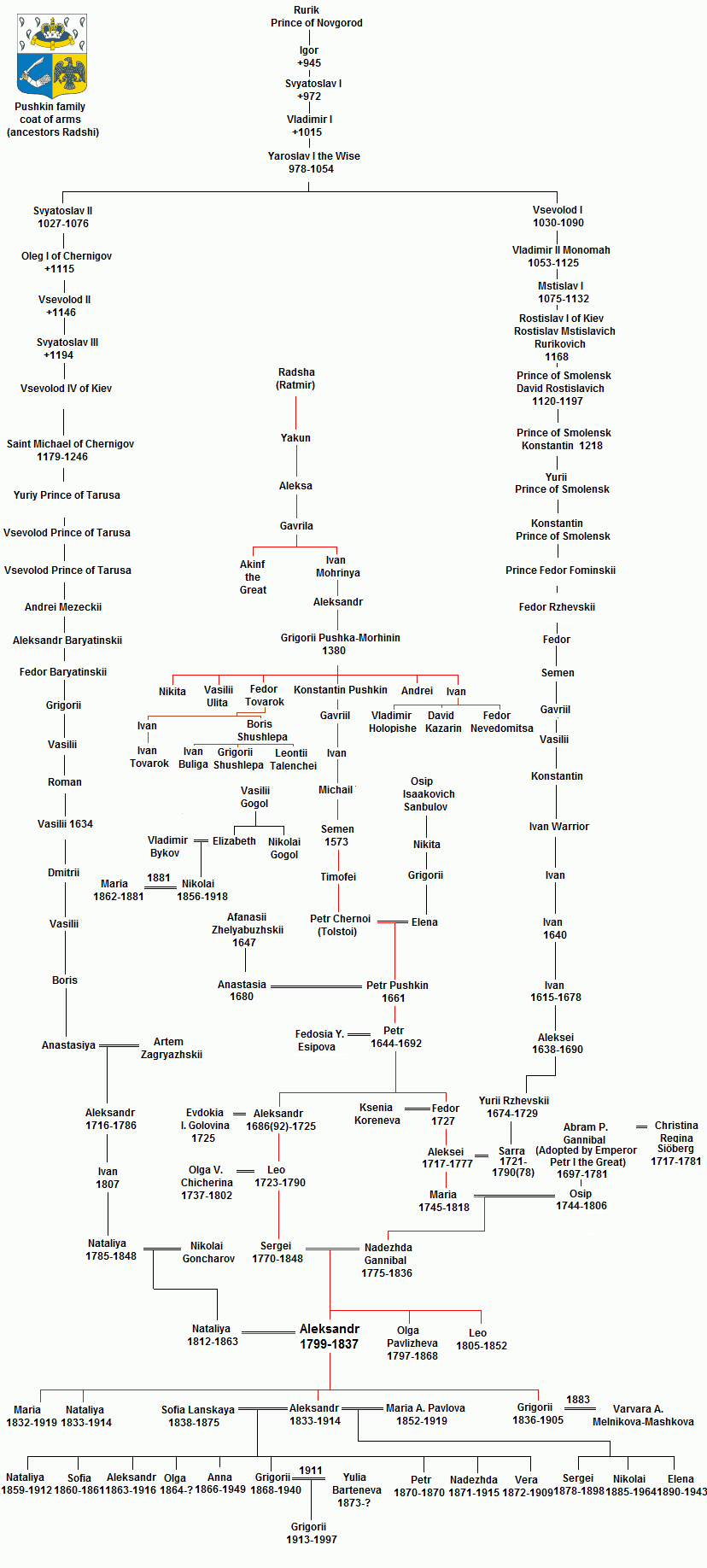
Puschkins Stammbaum zum Reichsgründer Rjurik

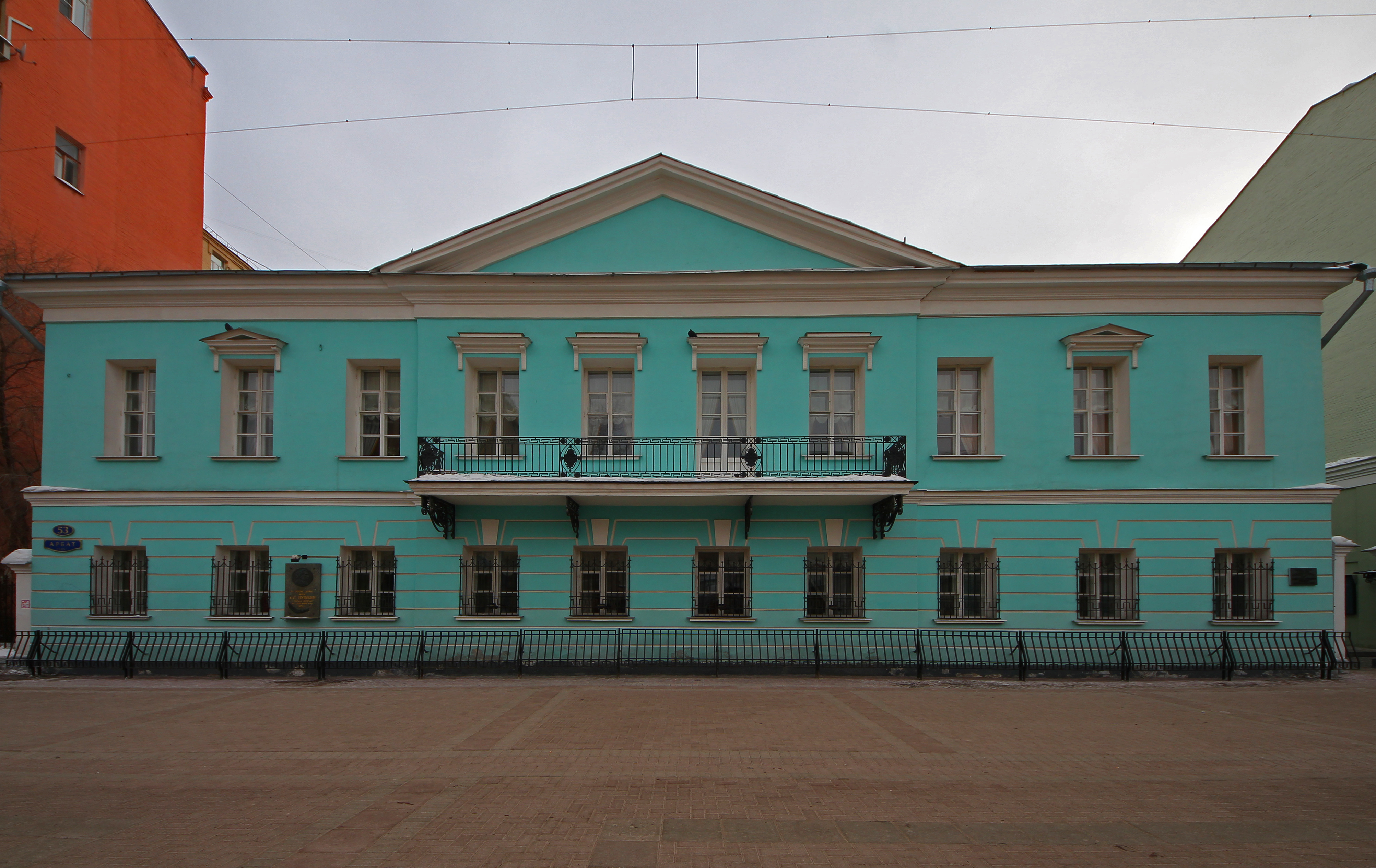
Ehemaliges Wohnhaus Puschkins auf dem alten Arbat in Moskau. Heute beherbergt es ein Museum

Alexander Puschkin wurde am 26. Mai 1799 in Moskau geboren. Er war das zweite von fünf Kindern des vormaligen Gardeoffiziers Sergei Lwowitsch Puschkin und dessen Ehefrau Nadeschda Ossipowna, geborene Hannibal. Väterlicherseits stammte er aus einem alten Adelsgeschlecht. Mütterlicherseits war sein Urgroßvater Abraham Petrowitsch Hannibal, ursprünglich ein afrikanischer Sklave, der dem Zaren Peter dem Großen zunächst geschenkt und dann dessen Patenkind wurde und später bis zum Generalmajor und Gouverneur von Estland aufstieg.
Puschkin verbrachte die Sommer von 1805 bis 1810 für gewöhnlich bei seiner Großmutter, Maria Alexejewna Hannibal, im Dorf Sacharow bei Swenigorod nahe Moskau. Sechs Jahre besuchte Puschkin das Lyzeum Zarskoje Selo (das heute seinen Namen trägt), eine elitäre Lehranstalt, die am 19. Oktober 1811 eröffnet worden war. Von dort aus erlebte der Junge auch die Ereignisse des Vaterländischen Krieges gegen Napoleon (1812). Puschkin war in der Rangfolge der besten Internatsschüler der 27. von 30, die vom Kultusminister ausgewählt worden waren.

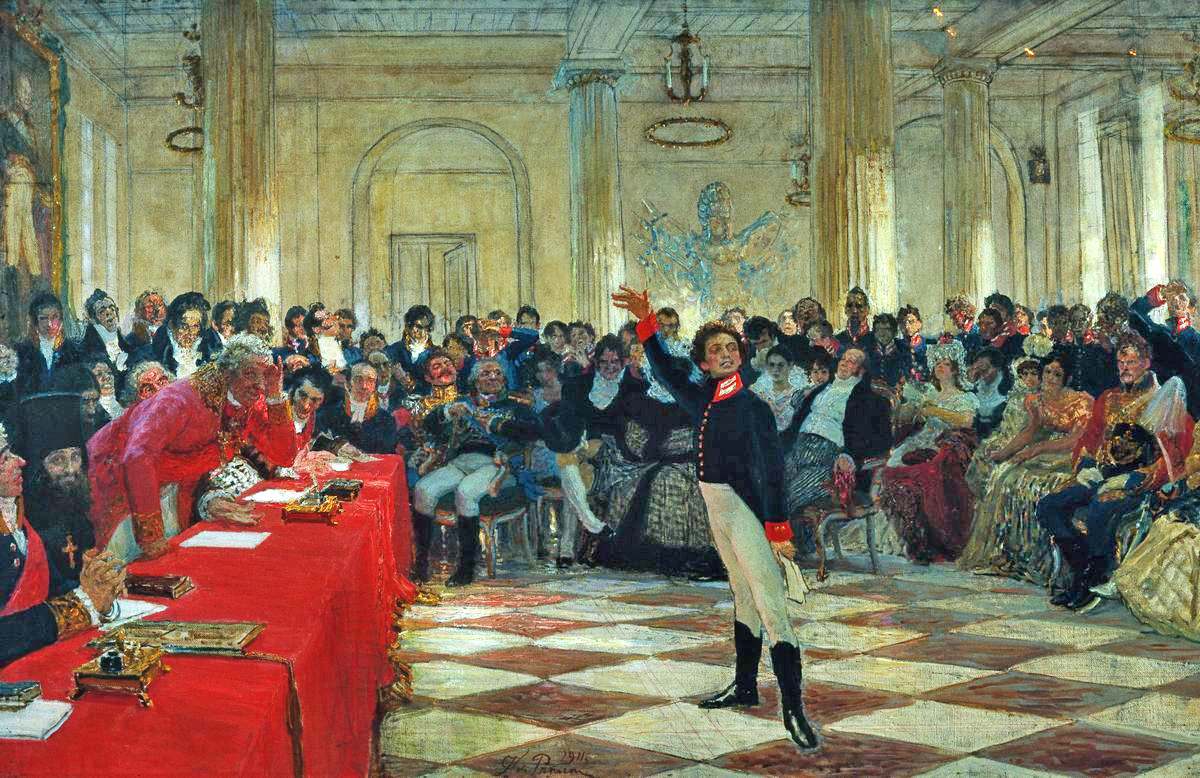
Der 14-jährige Puschkin trägt Derschawin im Lyzeum ein Gedicht vor.

Im Lyzeum versuchte sich Puschkin erstmals als Dichter, z. B. in den Gedichten Mönch (Монах, 1813), Bowa (Бова, 1814), Botschaft an Judin (Послание к Юдину, 1815) und Traum (Сон, 1816). Anfang 1815 trug er im Beisein G. R. Derschawins sein patriotisches Gedicht Erinnerungen an Zarskoje Selo (Воспоминание о Царском Селе) vor, das in der Zeitschrift Russisches Museum (Русский Музей) gedruckt wurde. 1816 erfuhr Puschkins Lyrik eine entscheidende Wendung, als die Elegie zu seiner hauptsächlichen Dichtform wurde. Noch als Schüler wurde Puschkin in Abwesenheit in die Petersburger literarische Gesellschaft Arsamas des W. A. Schukowski aufgenommen, die sich gegen tradierte, verkrustete Sprachvorstellungen der etablierten Literatur wandte und sich für eine Weiterentwicklung der geschriebenen russischen Hochsprache einsetzte. Die frühe Poesie des Dichters strahlt seine unstillbare Lebenslust aus.
1817 schloss Puschkin das Lyzeum im Alter von 17 Jahren ab. Anschließend nahm er mit dem Titel eines Kollegiensekretärs eine Stellung im Petersburger Kollegium für Auswärtige Angelegenheiten an. Er wurde zu einem unermüdlichen Theaterbesucher, nahm an den Sitzungen der Arsamas-Gesellschaft teil und wurde Mitglied der Literatur- und Theatergemeinschaft Grüne Lampe (Зелёная лампа), die von den Anfängen der Dekabristenbewegung beeinflusst war. Obwohl am frühen, geheimen Wirken der Dekabristen unbeteiligt, war er vielen der aktiven Mitglieder freundschaftlich verbunden und schrieb politische Epigramme und Gedichte wie К Чаадаеву (Liebe, Hoffnung, stiller Ruhm …), Вольность, Н. Я. Плюсковой (alle 1818), Деревня (1819). In diesen Jahren war er mit der Verfassung des märchenhaften Versepos Ruslan und Ljudmila (Руслан и Людмила) beschäftigt, das er schon im Lyzeum begonnen hatte und mit dem er ganz auf der Linie von Arsamas bezüglich der Notwendigkeit der Schaffung nationaler Heldenepen lag. Das Gedicht wurde im Mai 1820 fertiggestellt und rief ein starkes und zwiespältiges Echo in der zeitgenössischen Literaturkritik hervor. Schukowski schickte Puschkin eine Widmung: „Dem siegreichen Schüler vom besiegten Lehrer“. Kritiker empörten sich über den Niedergang des Hohen Kanons. Die parodistische Vereinigung des Sagenhaften und des Historischen, des Komischen und des Heroischen überstieg die Form des klassizistischen Epos.

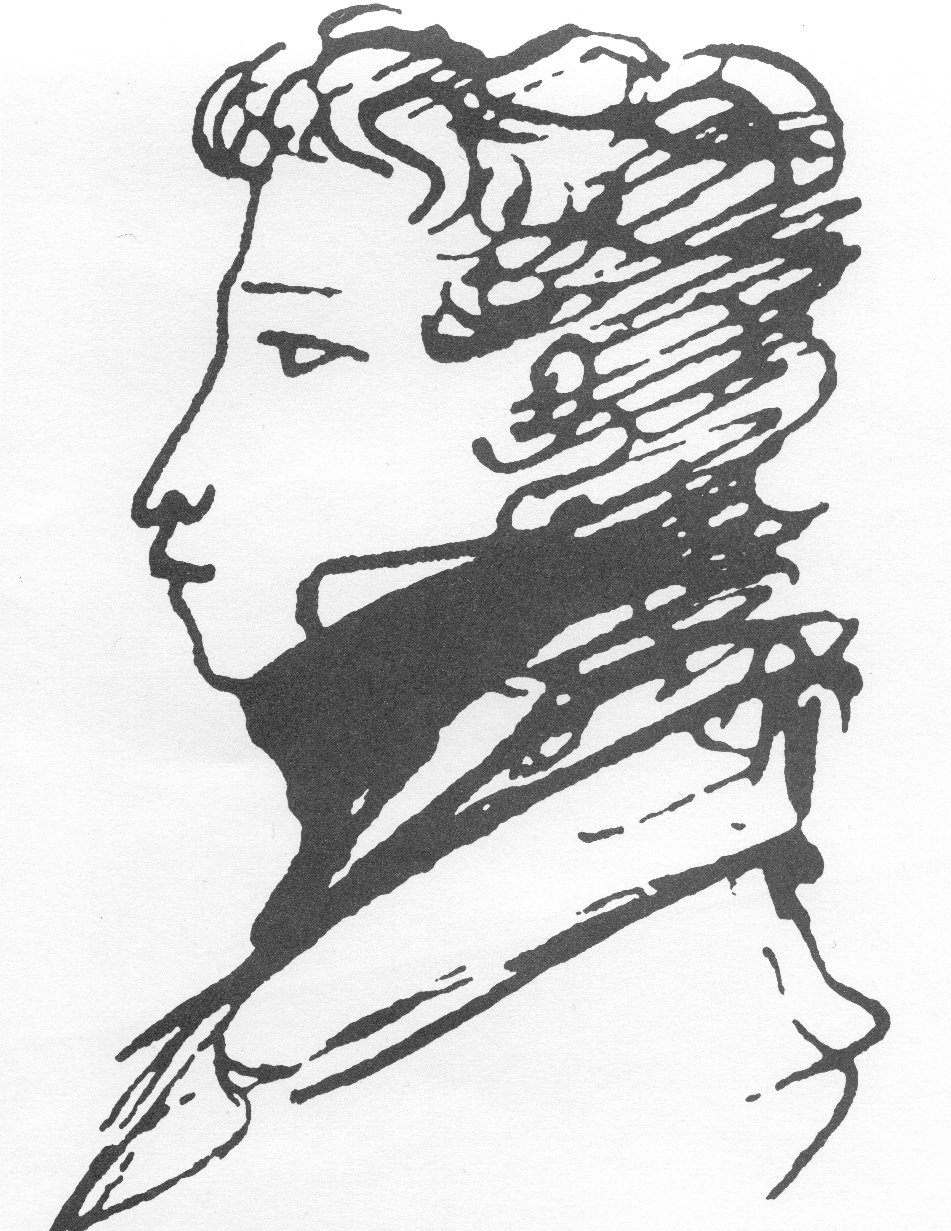
Selbstbildnis von 1821

Im Frühjahr 1820 musste Puschkin sich für einige Spottgedichte verantworten, in denen er Persönlichkeiten des öffentlichen Lebens wie den Kriegsminister und den Bildungsminister lächerlich gemacht hatte. Einer Verbannung nach Sibirien entging er durch die Protektion einflussreicher Freunde. Jedoch musste er Petersburg wegen einer Versetzung zu General Insow nach Jekaterinoslaw im Frühsommer verlassen. An seinem neuen Dienstort erkrankte er und schloss sich dem General Rajewski an, einem seiner Petersburger Freunde, welcher auf dem Weg zu den kaukasischen Bädern war und ihn im Fieber vorfand. Puschkin reiste von August bis September über die Krim nach Odessa. Er lebte einige Zeit bei Rajewski und lernte dessen Tochter Maria kennen. Es entstand das romantische Gedicht Der Brunnen von Bachtschissaraj. 1820 wurde Puschkin auch Mitglied der Filiki Eteria. Bis 1824 lebte er an verschiedenen Orten im Süden des Russischen Kaiserreichs, u. a. in Odessa, Kischinjow (Chișinău) und Kamenka (Kamjanka). 1823 begann er sein bedeutendstes Werk, das Versepos Eugen Onegin, das er erst 1830 abschloss.

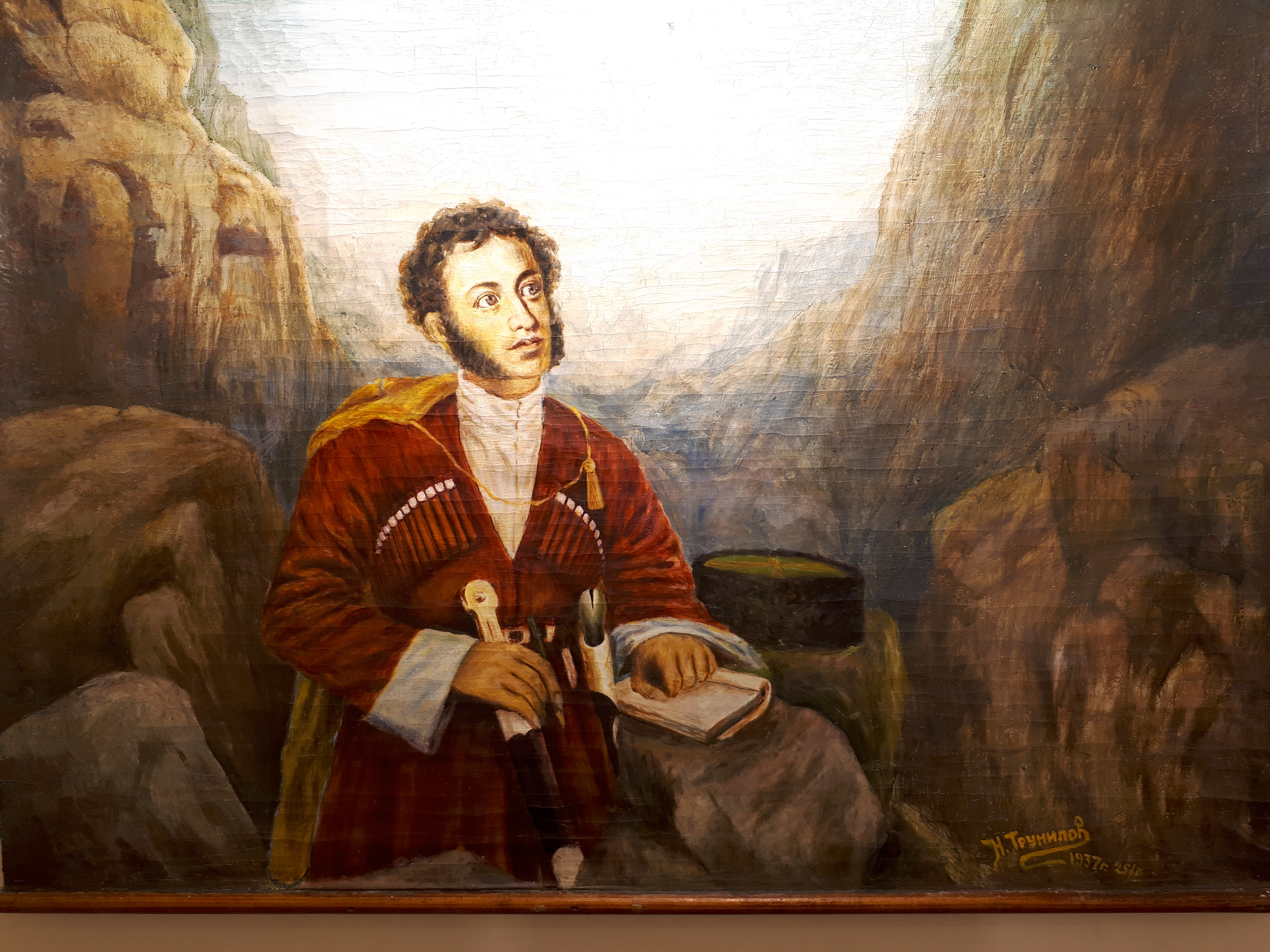
Puschkin in Kosakenkleidung im Kaukasus

1824 wurde Puschkin aus dem Staatsdienst entlassen, nachdem er sich in einem Brief wohlwollend über den Atheismus geäußert hatte. Er wurde auf das elterliche Gut Michailowskoje verbannt, wo er während der nächsten Jahre unter ständiger Aufsicht der Behörden lebte. Puschkin unterhielt einen intensiven literarischen Briefwechsel mit seinen Freunden, er arbeitete an einem Gedichtband, der Ende des Jahres erschien, und beendete die Tragödie Boris Godunow, mit der er sich von den eingefahrenen Wegen der russischen Dichtung weit entfernte.
Nach einer Audienz bei Zar Nikolaus I. durfte Puschkin von 1826 bis 1831 zwar wieder in Moskau und Petersburg leben, seine Werke wurden aber vom Zaren persönlich zensiert und sein Werk und sein Lebenswandel, auch wegen seiner Verbindungen zu den Aktivisten des Dekabristenaufstands, stark kontrolliert. Dies prägte auch die Weiterarbeit an Eugen Onegin. Puschkin war unzufrieden, da er weder seine dichterischen noch seine privaten Vorstellungen verwirklichen konnte.

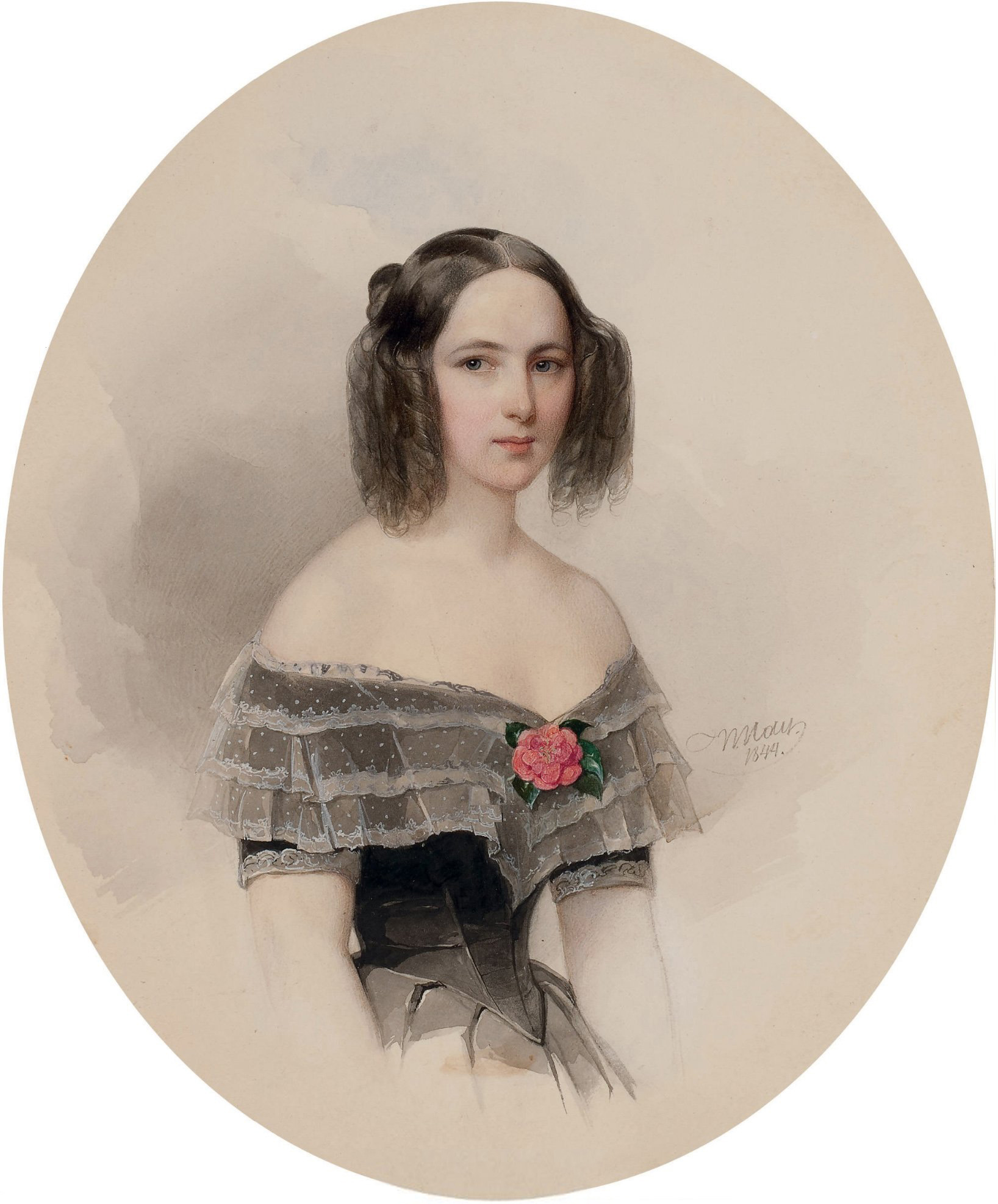
Natalja Puschkina

Einen Wechsel in Puschkins Lebensumständen bewirkte seine Heirat mit Natalja Gontscharowa 1831. Sie hatten sich 1830 kennengelernt. Für die Hochzeit erhielt Puschkin von seinem Vater das Dorf Boldino, 250 km von Nischni Nowgorod entfernt. Puschkin wollte es nur kurz besuchen, doch verhinderte eine Choleraepidemie die Rückkehr nach Moskau. Er war gezwungen, in der Provinz zu bleiben, und die Zeit während seines dortigen Aufenthalts wurde seine größte Schaffensperiode. Das Paar zog 1831 nach Petersburg, wo es mit Unterstützung von Gontscharowas wohlhabender Verwandtschaft am mondänen Leben des Zarenhofes teilnehmen konnte – was Puschkin, der sich nach Unabhängigkeit sehnte, frustrierte. Er stritt sich häufig und oft aus trivialen Gründen; seine Werke in dieser Zeit entstanden unter großem psychischen Druck. Er verkehrte in Sankt Petersburg im Café S. Wolf und T. Beranger. Erst 1836 durfte er die Literaturzeitschrift Sowremennik (Der Zeitgenosse) herausgeben, ein Fortschritt in seiner stark von der Zensur beeinträchtigten Tätigkeit.

## Duell und Tod

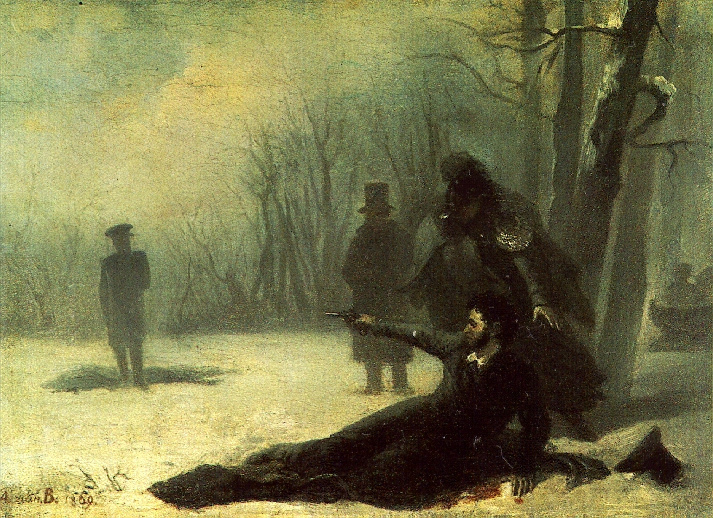
Adrian Wolkow: Duell zwischen Puschkin und d’Anthès, 1869

Puschkin und seine Frau Natalja machten in Sankt Petersburg die Bekanntschaft mit Georges-Charles de Heeckeren d’Anthès. Dieser heiratete Nataljas Schwester Katharina Gontscharowa, machte aber dennoch Natalja Puschkina in auffallender und provozierender Weise den Hof. Durch seine aufdringlich zur Schau gestellte Verehrung für Puschkins Frau entstanden Gerüchte, die deren eheliche Treue in Zweifel zogen. Puschkin schrieb einen beleidigenden Brief an den Adoptivvater Heeckeren, der die Gerüchte um Natalja mutmaßlich gestreut hatte, woraufhin d’Anthès seinen Schwager Puschkin zum Duell forderte, das am 27. Januarjul. / 8. Februar 1837greg. ausgetragen wurde. Als Sekundanten fungierten für Puschkin Oberst Konstantin Dansas und für d’Anthes der Attaché der französischen Botschaft, Auguste Vicomte d’Archiac.
Puschkin wurde durch einen Bauchschuss schwer verletzt und erlag zwei Tage später seiner Schussverletzung. D’Anthès wurde nur leicht an Arm und Brust verletzt. Aus Angst vor Beileidskundgebungen überführte man Puschkin in das Swjatogorski-Kloster im heutigen Puschkinskije Gory bei Pskow und beerdigte ihn dort. Vor seinem Tod hatte der Dichter noch den Zaren um Verzeihung für das Duell gebeten, der der Bitte entsprach und ankündigte, sich um Puschkins Frau und die Kinder zu kümmern. D’Anthes hingegen wurde aus Russland ausgewiesen. Gerüchte, es habe sich bei dem Duell um einen inszenierten Selbstmord gehandelt, und um eine mögliche Beteiligung der Ochrana am Zustandekommen des Zweikampfes kamen bereits wenige Tage nach Puschkins Tod auf.

## Nachkommen
Alexander Sergejewitsch Puschkin hatte mit Natalja Gontscharowa insgesamt vier Kinder: 1832 kam Tochter Maria (1832–1919) zur Welt, im darauffolgenden Jahr der Sohn Alexander (1833–1914), zwei Jahre später der zweite Sohn Grigori (1835–1905) und als letztes Kind die Tochter Natalja (1836–1913). Letztere heiratete den russischen General Michail Leontiewitsch von Dubelt (1822–1900) und nach der Scheidung von Dubelt in zweiter Ehe 1868 Prinz Nikolaus Wilhelm zu Nassau.

## Bedeutung
Puschkin gilt den meisten seiner Landsleute als der russische Nationaldichter schlechthin – mit weitem Abstand vor im Ausland wohl bekannteren Schriftstellern wie Tolstoi, Dostojewski, Gogol oder Pasternak.
Bis zum Einmarsch Napoleons in Moskau 1812 sprach die russische Oberschicht Französisch. Nach dem Brand Moskaus fragte man sich dann, warum man eigentlich die Sprache des Feindes spreche. Puschkin bereitete in seinen Gedichten, Dramen und Erzählungen der Verwendung der Volkssprache den Weg; er schuf einen erzählerischen Stil, der Drama, Romantik und Satire mischte – einen Stil, der seitdem untrennbar mit der russischen Literatur verbunden ist und zahlreiche russische Dichter sehr stark beeinflusste. Puschkin selbst fand Inspiration bei Voltaire und in den Shakespeareschen Tragödien.
Der Alexander-Sergejewitsch-Puschkin-Preis und die Puschkin-Medaille wurden ihm zu Ehren benannt. In Russland tragen zahlreiche Einrichtungen Puschkins Namen, unter anderem das ehemalige Zarskoje Selo (seit 1918 Puschkin) und das Puschkin-Museum.
Denkmäler und Plaketten

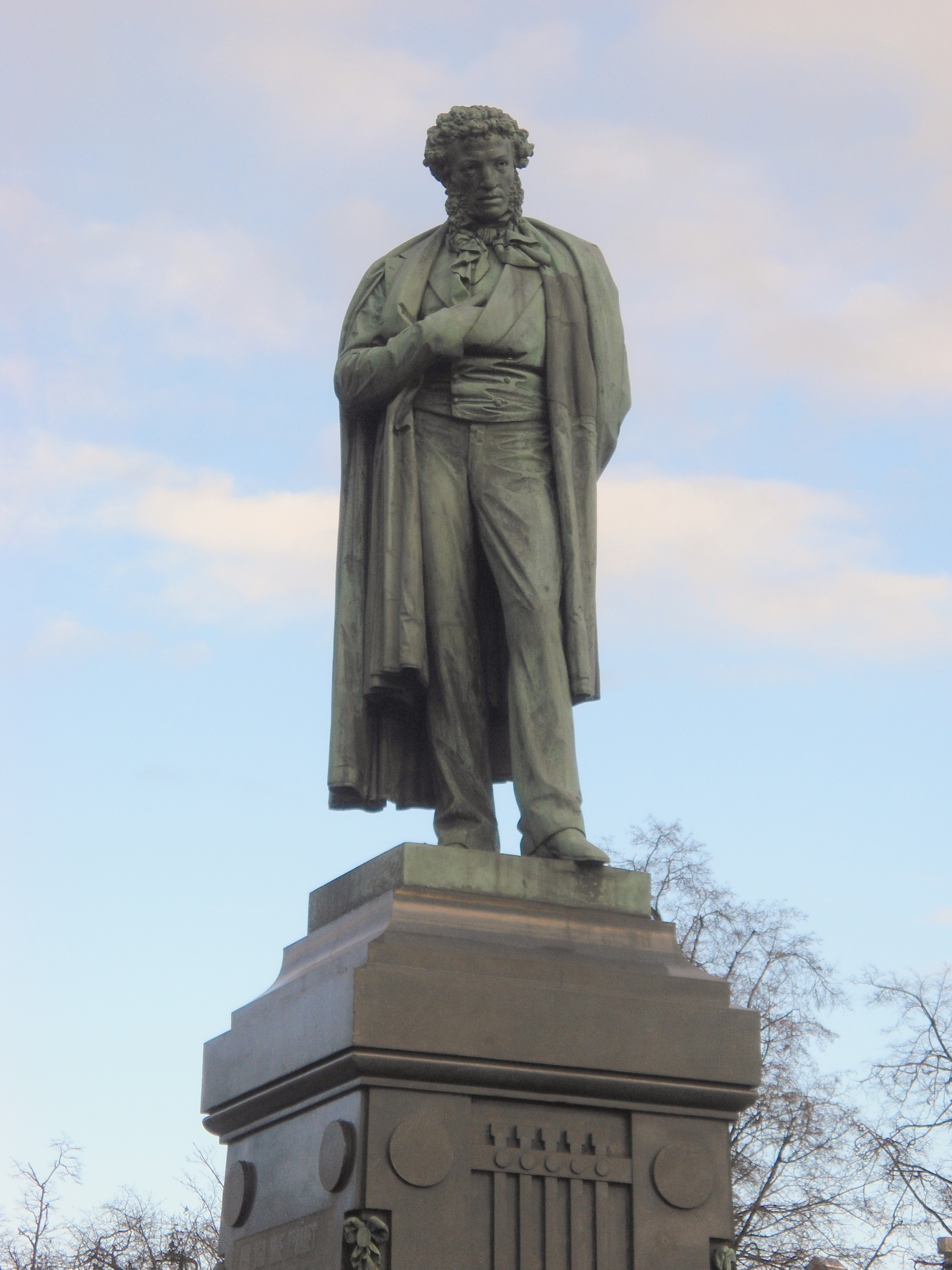
Puschkin-Denkmal in Moskau
Puschkin-Denkmal in Sankt Petersburg (M. K. Anikuschin)
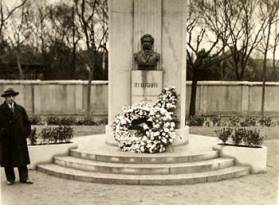
Puschkin-Denkmal in Shanghai, 1937
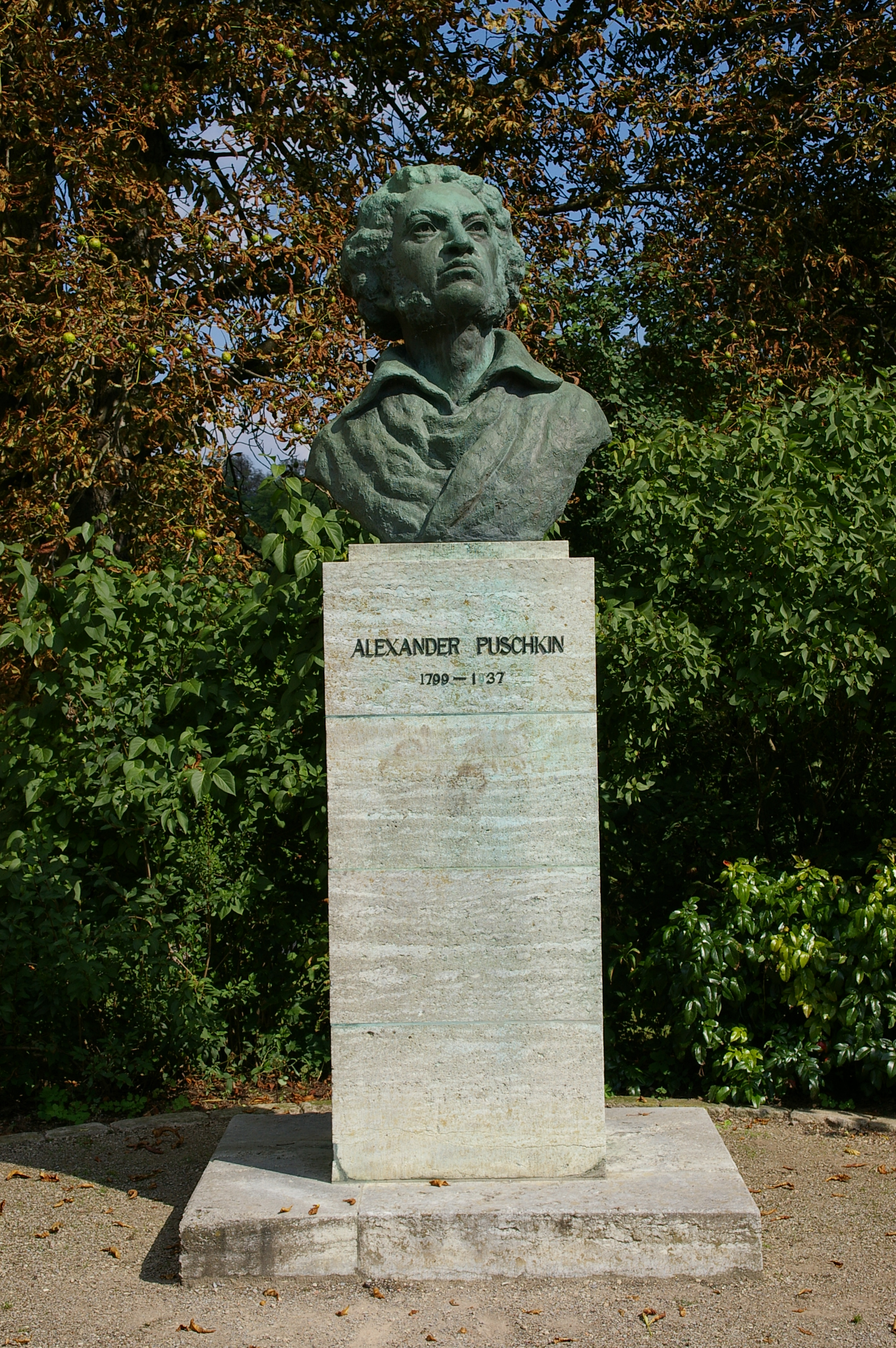
Puschkin-Denkmal in Weimar (J. F. Rogge, 1949)
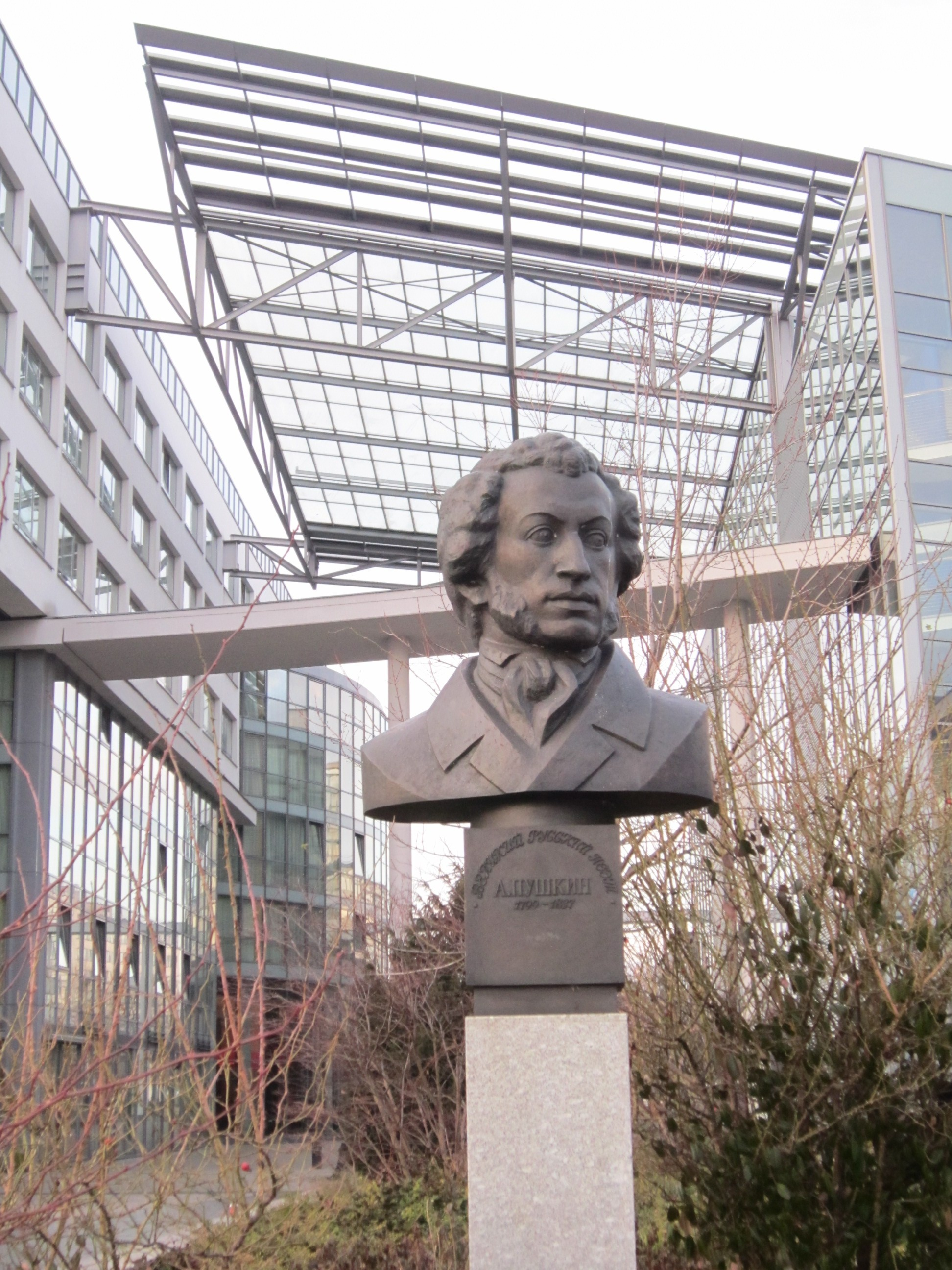
Puschkin-Denkmal in Düsseldorf
Puschkin-Denkmal im Garten der Villa Borghese in Rom
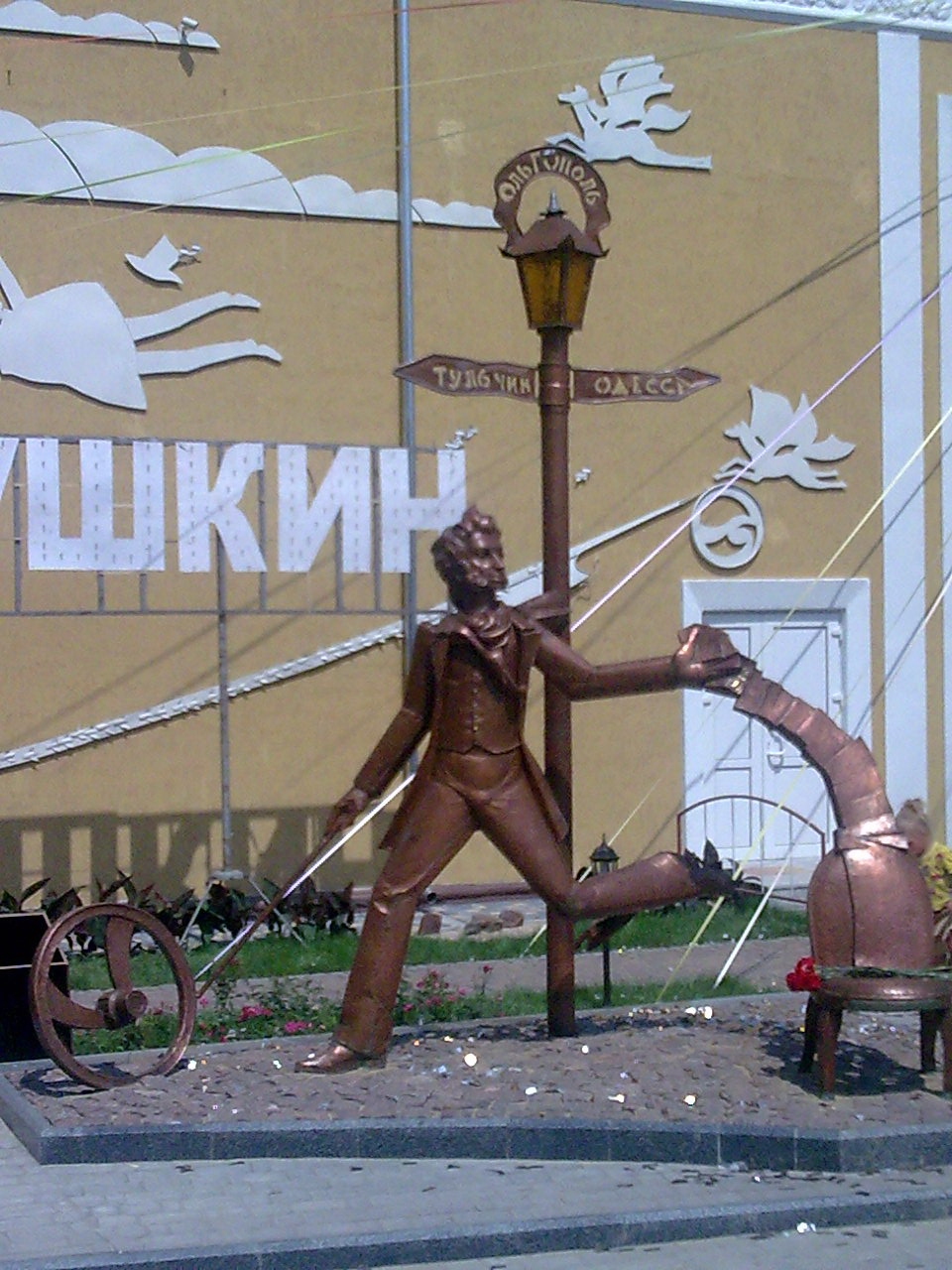
Puschkin-Denkmal in Olhopil, Ukraine
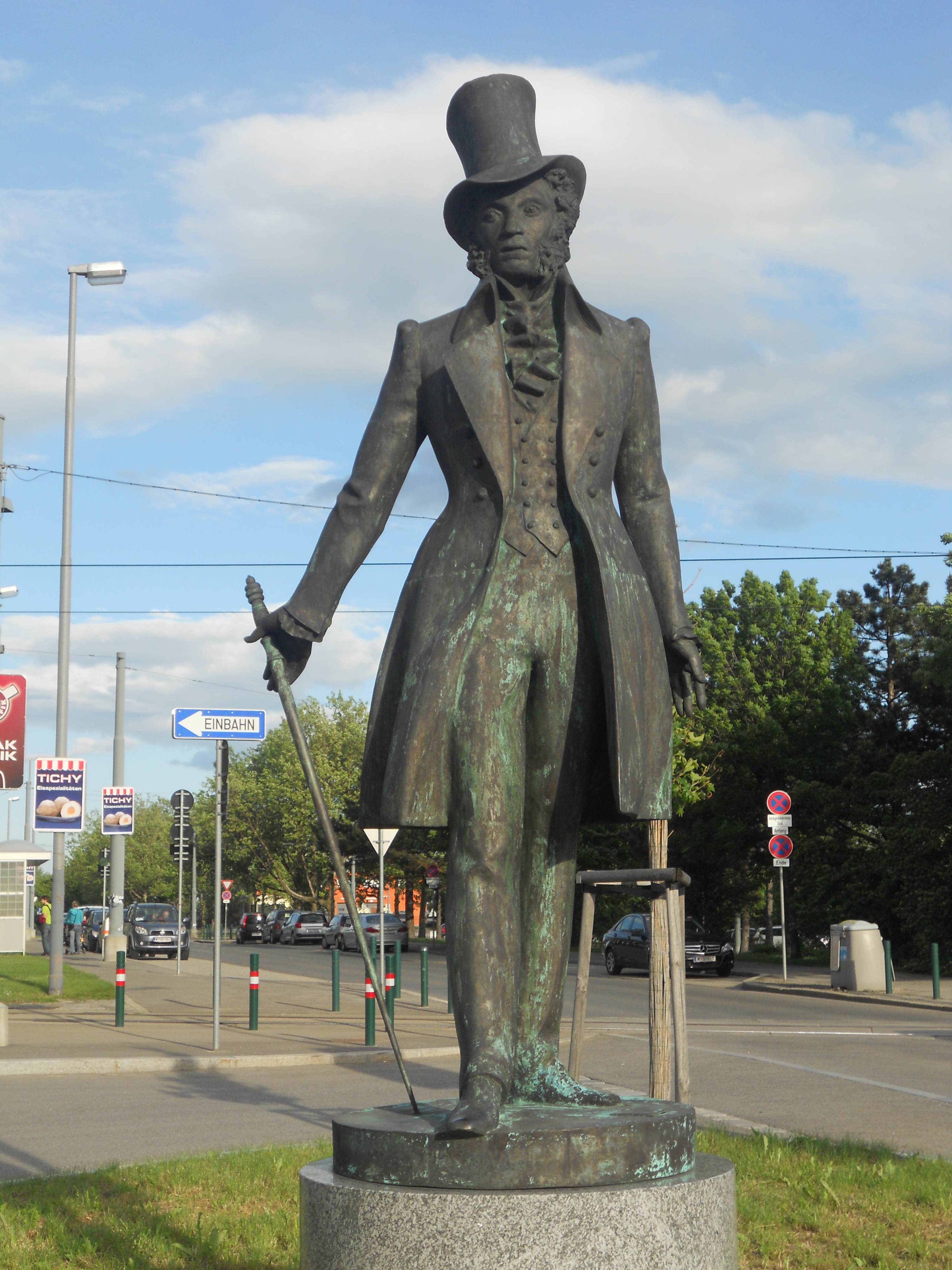
Puschkin-Denkmal (J. G. Orechow, 1999) in Wien
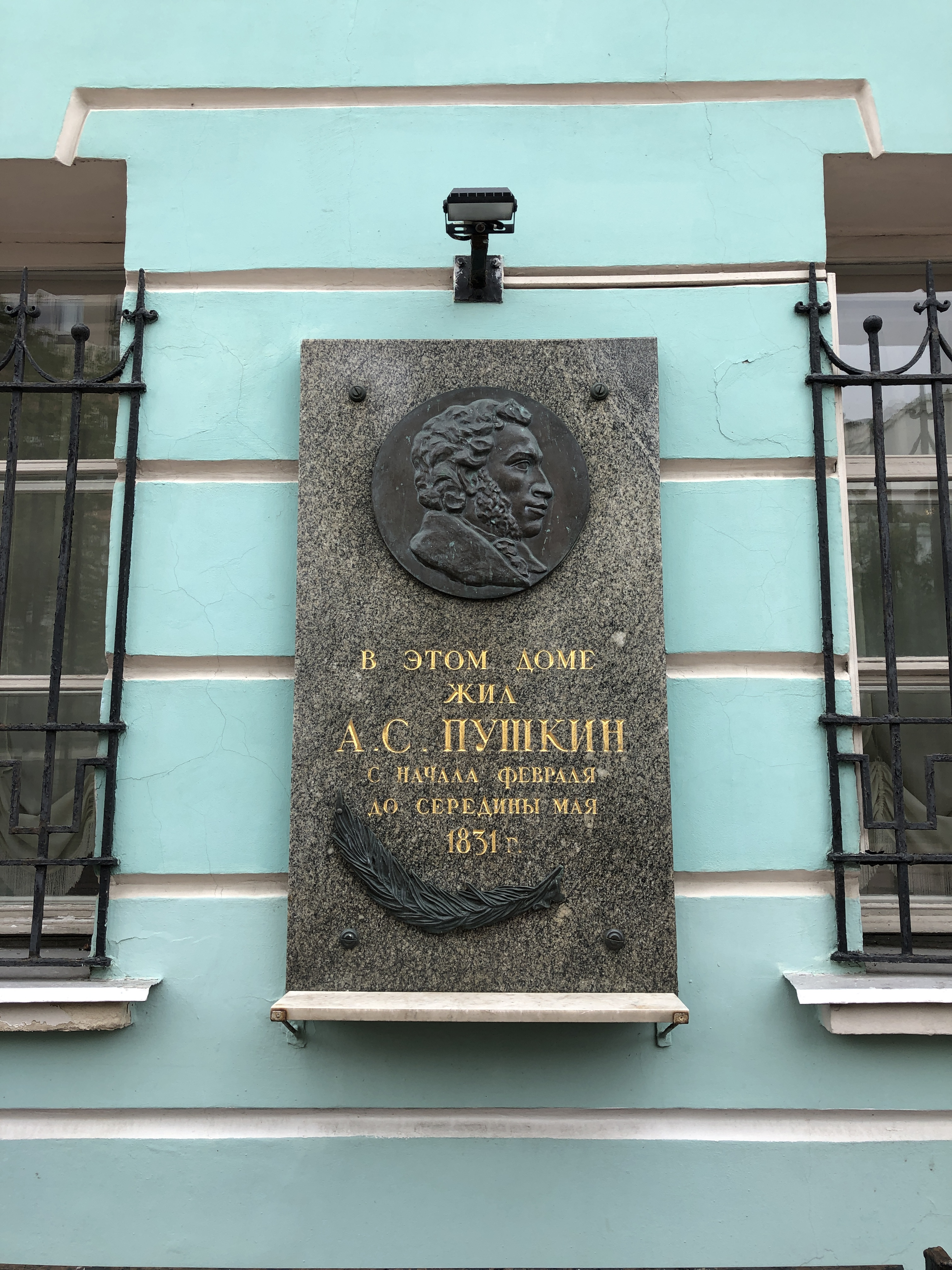
Plakette am Puschkin-Haus in Moskau

## Werke

### Gedichte und Verserzählungen (Poeme)

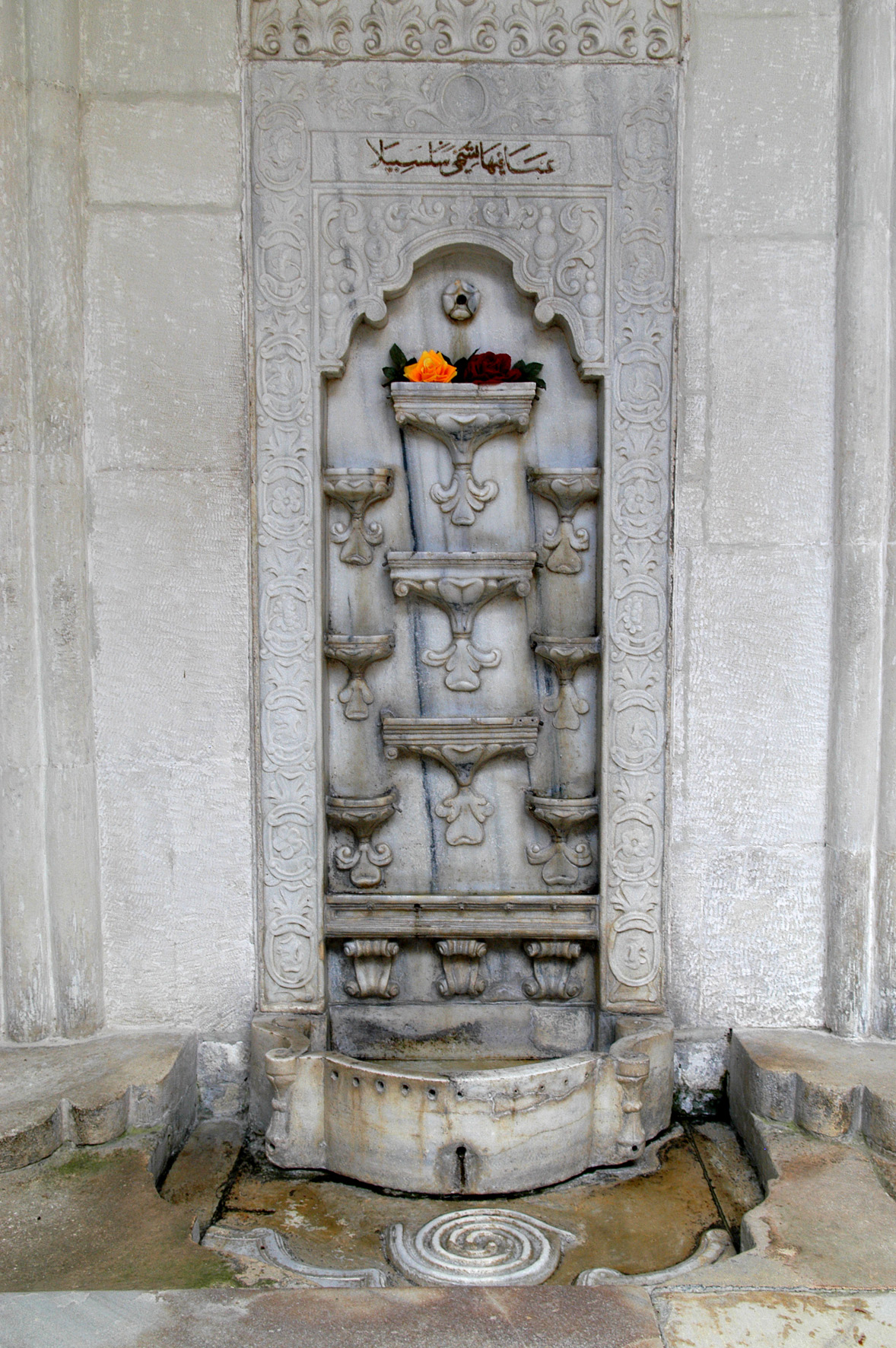
Der Tränenbrunnen im Khanpalast von Bachtschyssaraj

- Erinnerungen an Zarskoje Selo (1815)
- Ruslan und Ljudmila (1820)
- Graf Nulin (1825)
- Eugen Onegin (1825–1831)
- Poltawa (1829)
- Den Verleumdern Rußlands (1831)
- Der eherne Reiter (1833)
- Das Märchen vom Fischer und Fischlein
- Das Märchen vom goldenen Hahn
- Die Nixe
- Das Fest während der Pest
- Szenen aus Ritterzeiten
- Der Gefangene im Kaukasus[4] (Der Berggefangene) (1822)
- Das Räuberbrüderpaar
- Die Fontäne von Bachtschissaraj (Der Brunnen von Bachtschissaraj) (1824)
- Die Zigeuner (1825/1827)
- Zar Saltan
- Gabrieliade
- Das Märchen von der toten Prinzessin und den sieben Recken
- Das Häuschen in Kolomna (1830)

### Dramen
- Der geizige Ritter (1830)
- Der steinerne Gast (1830)
- Das Gelage während der Pest (1830)
- Mozart und Salieri (1832): Puschkin vertritt die These, Salieri habe Mozart vergiftet, da er in Mozart eine von Gott gegebene Genialität erkannte. Salieri stellt die Frage: Warum wurde der leichtsinnige Mozart, der seine Begabung nicht ernst nimmt, und nicht ich, der so sehr Musik liebt, mit Genialität ausgestattet? Wo bleibt die Gerechtigkeit?
- Boris Godunow (1825)
- Die Nixe (russ. Русалка Rusalka) (1832)

### Romane
- Die Hauptmannstochter (1836), historischer Roman über den Pugatschow-Aufstand
- Der Mohr Peters des Großen. Der Mohr des Zaren (unvollendet, begonnen 1827) über Puschkins aus Afrika stammenden Urgroßvater
- Dubrowski (unvollendet, begonnen 1832/33)

### Erzählungen
- Die Geschichten des verstorbenen Iwan Petrowitsch Belkin / Erzählungen Belkins (1831)
  - Der Sargmacher
  - Der Postmeister
  - Der Schneesturm
  - Der Schuss (1830. Der Tod der Hauptfigur wird mit der Schlacht von Sculeni, 1821, in Verbindung gebracht.)
  - Das Fräulein als Bäuerin (Aus der Erzählung gestaltete Leo Stein 1913 das Libretto zur Operette Polenblut für den Komponisten Oskar Nedbal.)
- Pique Dame (1834)
- Roslawlew
- Kirdžali
- Ägyptische Nächte (Fragment, 1835)
- Geschichte des Pugatschew’schen Aufruhrs (deutsch, Stuttgart, 1834)

### Tagebücher
- Die Reise nach Arzrum während des Feldzuges im Jahre 1829

Aus dem Russ. übers. und hrsg. von Peter Urban. Berlin: Friedenauer Presse 1998, ISBN 3-932109-09-0

## Vertonungen
- Aleko. Oper von Sergei Rachmaninow nach dem Gedicht Tsygany
- Boris Godunow. Oper von Modest Mussorgski
- Boris Godunow. Schauspielmusik von Sergej Prokofjew, op. 70
- Das Gelage während der Pest. Oper von César Cui
- Das Gelage während der Pest. Oper von Sergej Prokofjew
- Das Märchen vom Zaren Saltan. Oper von Nikolai Rimski-Korsakow
- Der geizige Ritter. Oper von Sergej Rachmaninow
- Der goldene Hahn. Oper von Nikolai Rimski-Korsakow
- Der steinerne Gast. Oper von Alexander Dargomyschski (unvollendet, von César Cui und Nikolai Rimski-Korsakow ergänzt)
- Eugen Onegin. Oper von Pjotr Tschaikowski
- Eugen Onegin. Schauspielmusik von Sergej Prokofjew, op. 71
- Exegi monumentum. Kantate von Alexander Tanejew
- Exegi Monumentum. Sinfonie für Bariton (oder Sopran) und Orchester von Walentin Silvestrow
- Faun und Schäferin. 3 Lieder für hohe Stimme und Orchester von Igor Strawinsky, op. 2
- Mavra. Oper von Igor Strawinsky nach der Verserzählung Das Häuschen in Kolomna
- Mozart und Salieri. Dramatische Szenen von Nikolai Rimski-Korsakow
- Pique Dame. Oper von Pjotr Iljitsch Tschaikowski
- Puschkin-Monologe. Für Bass und Orchester von Dmitri Schostakowitsch, op. 91
- Puschkin-Walzer. Zwei Orchesterwerke von Sergej Prokofjew, op. 120
- Ruslan und Ljudmila. Oper von Michail Glinka
- Russalka. Oper von Alexander Dargomyschski nach Die Nixe
- The Return of Pushkin. Elegie für hohe Stimme und Orchester von Nicolas Nabokov
- Zum Gedenken an Puschkin. Polonaise für Orchester von Anatoli Ljadow, op. 49
- Liedvertonungen verschiedener Komponisten